# Рассев

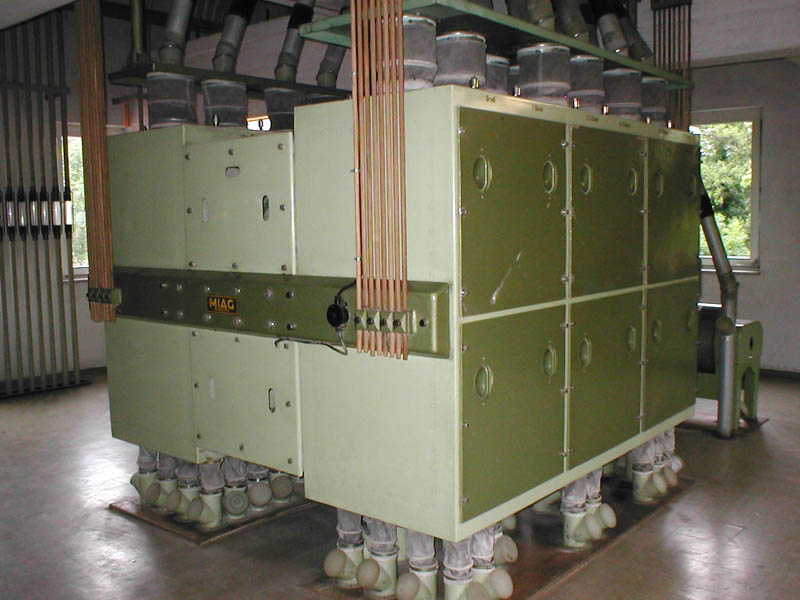
Рассев — общий вид

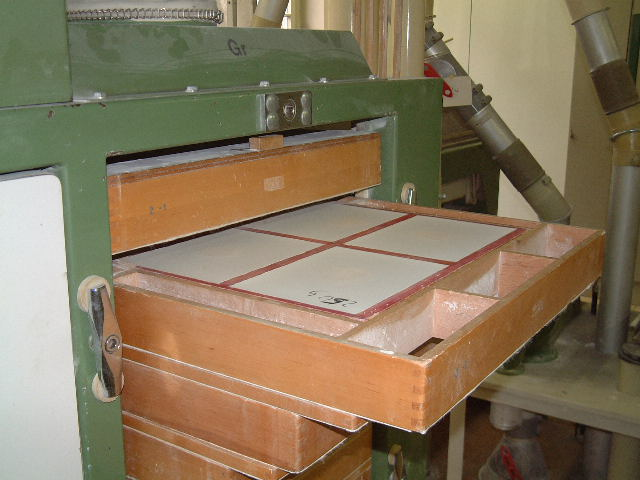
Сита рассева

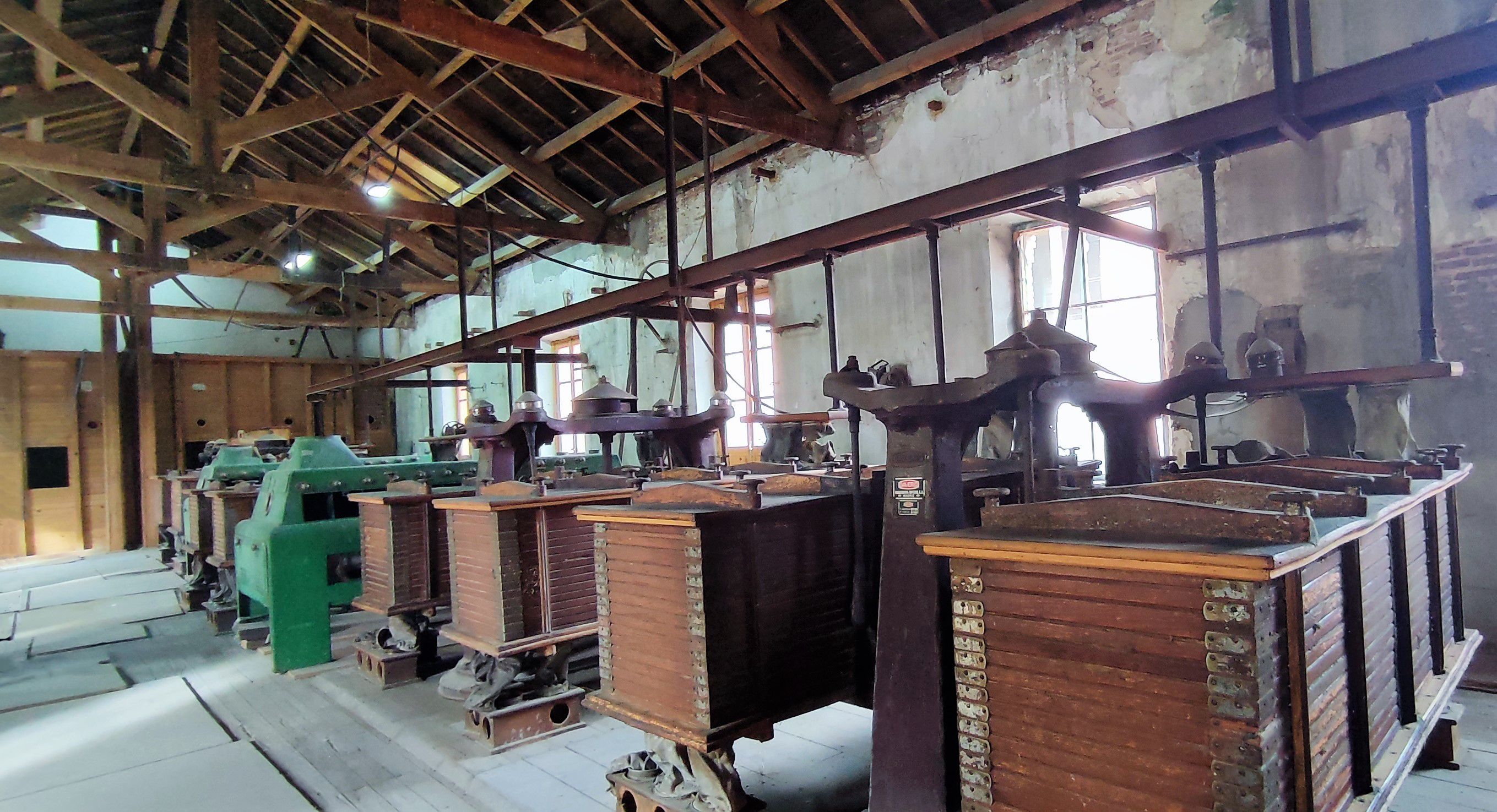
Рассев (1916).

Рассе́в — просеивающая машина для отделения муки из общей массы продуктов измельчения зерна или для разделения исходных продуктов на фракции различных размеров. 

## История
Рассев был впервые сконструирован в 1880-х годах московским крупчатником А. Графовым, на что в 1891 году он получил привилегию.

## Описание
Рассевы являются необходимым оборудованием мукомольных мельниц, используются на предприятиях для сортировки зерна и крупы, а также на комбикормовых предприятиях. Рассевы используют электрический привод, передающий поступательное движение нескольким ситам, движущимся в горизонтальной плоскости, посредством которых исходный материал разделяется на фракции различного размера. Рассевы различаются по количеству корпусов, по типу привода (кривошипные и самобалансирующиеся) и по виду установки (подвесные или на стойках). Исходный продукт перемещается по ситу при помощи гонков — специальных устройств, предназначенных для этого. Продукты измельчения переходят с верхнего сита на нижнее, размеры ячеек сит уменьшаются сверху вниз. Получившиеся фракции удаляются с сит при помощи всасывающих рукавов. Для устранения пыли и влаги используются особые вентилирующие вытяжки.